# Принс, Бевин
Бе́вин Энн Принс (англ. Bevin Anne Prince; 23 сентября 1982, Кэри, Северная Каролина, США) — американская актриса

.

## Биография и карьера
Бевин Энн Принс родилась 23 сентября 1982 года в Кэри (штат Северная Каролина, США). У неё есть сестра. Принс посещала школу Святой Марии в Роли, Северная Каролина. Она окончила программу исследований фильмов UNCW. Она также была участником танцевальной команды UNC Wilmington Seahawk 2002—2003.
Известна своей ролью Бевин Мирски в культовом телесериале WB / CW «Холм одного дерева».

## Личная жизнь
21 мая 2016 года Принс вышла замуж за Уилла Френда в Теркс и Кайкосе. 3 июля 2022 года Френд был поражён молнией на острове Мейсонборо во время катания на лодке с друзьями и скончался от полученных травм в возрасте 33-х лет.

## Избранная фильмография
| Год       |   | Русское название       | Оригинальное название | Роль              |
| --------- | - | ---------------------- | --------------------- | ----------------- |
| 2003—2012 | с | Холм одного дерева     | One Tree Hill         | Бевин Мирски Смит |
| 2007      | с | Доктор Хаус            | House                 | Меган             |
| 2009      | с | Отчаянные домохозяйки  | Desperate Housewives  | Мариана           |
| 2009      | ф | Тёмный дом             | Dark House            | Ариэль            |
| 2017      | с | Власть в ночном городе | Power                 | Сандра            |